# Rachel Williams
Rachel Louise Williams, né le 10 janvier 1988 à Leicester, est une footballeuse internationale anglaise qui joue attaquante ou milieu de terrain pour l'équipe d'Angleterre et Manchester United.

## Biographie
Le 12 juillet 2022, elle rejoint Manchester United.

## Palmarès

### En club
Manchester United
- Vainqueur de la Coupe d'Angleterre en 2024.
- Finaliste de la Coupe d'Angleterre en 2023 et 2025.